# Прімера (хокей) 2018—2019
Прімера 2018—2019 — 47-й розіграш чемпіонату Прімери. Чемпіонат стартував 15 вересня 2018, а фінішував фінальною серією плей-оф 16 березня 2019. У сезоні 2018—19 брали участь п'ять клубів. Свій дванадцятий титул чемпіона здобув клуб «Чурі Урдін».

## Регулярний сезон
| М  | Команда         | І  | В  | ВО | ПО | П  | Ш     | О   |
| -- | --------------- | -- | -- | -- | -- | -- | ----- | --- |
| 1. | «Чурі Урдін»    | 16 | 13 | 0  | 1  | 2  | 69:37 | 40  |
| 2. | «Пучсарда»      | 16 | 7  | 1  | 0  | 8  | 56:59 | 23  |
| 3. | «Барселона»     | 16 | 7  | 0  | 2  | 7  | 56:66 | 23  |
| 4. | ХК «Махадаонда» | 16 | 5  | 1  | 0  | 10 | 50:57 | 17  |
| 5. | «Хака»          | 16 | 4  | 2  | 1  | 9  | 44:56 | 16* |

Джерело: fedhielo

Скорочення: М = підсумкове місце, І = ігри, В = перемоги, ВО = перемога в овертаймі або по булітах, ПО = поразки в овертаймі або по булітах, П = поразки, Ш = закинуті та пропущені шайби, О = набрані очки
- «Хака» позбавлена ожного очка.

## Плей-оф

### Півфінали
- «Пучсарда» — «Барселона» — 2:0 (5:4, 7:6)
- «Чурі Урдін» — ХК «Махадаонда» — 2:0 (2:1, 3:2)

### Фінал
| «Чурі Урдін» – «Пучсарда» | «Чурі Урдін» – «Пучсарда» | «Чурі Урдін» – «Пучсарда» |
| ------------------------- | ------------------------- | ------------------------- |
| 2 березня 2019            | «Чурі Урдін» – «Пучсарда» | 6:4 (3:0, 3:3, 0:1)       |
| 3 березня 2019            | «Чурі Урдін» – «Пучсарда» | 4:6 (2:1, 1:2, 1:3)       |
| 9 березня 2019            | «Пучсарда» – «Чурі Урдін» | 5:3 (3:0, 0:1, 2:2)       |
| 10 березня 2019           | «Пучсарда» – «Чурі Урдін» | 5:9 (2:2, 2:3, 1:4)       |
| 16 березня 2019           | «Чурі Урдін» – «Пучсарда» | 3:2 (0:0, 2:0, 1:2)       |
| Серія: 3:2                |                           |                           |